# Тидус
Ти́дус (яп. ティーダ Ти:да) — персонаж, придуманный Мотому Ториямой и Кадзусигэ Нодзимой и нарисованный Тэцуей Номурой. Впервые появился как главный герой в компьютерной ролевой игре Final Fantasy X, выпущенной Square Enix в 2001 году. Тидус живёт в Занарканде и является известным игроком в блицбол — вымышленную спортивную игру с мячом, напоминающую водное поло. После того, как на его родной город нападает огромное существо, известное как Грех, Тидус оказывается в другом мире под названием Спира, где встречает Юну — молодую призывающую — и её телохранителей. Юна собирается в паломничество, конечной целью которого является уничтожение Греха, и Тидус решает помочь ей, надеясь найти дорогу домой. Помимо этого, Тидус появлялся в Final Fantasy X-2, сиквеле Final Fantasy X, в Kingdom Hearts и ряде других игр Square Enix.
Художник Тэцуя Номура хотел, чтобы Тидус получился более жизнерадостным по сравнению с протагонистами предыдущих игр серии, поэтому сделал его костюм ярким и заметным. Сценарист Кадзусигэ Нодзима планировал, что сюжет ближе познакомит игрока с Тидусом, его надеждами и переживаниями, поэтому большую часть сюжета он также выступает в роли рассказчика, высказывая свои мысли о происходящих событиях. В Final Fantasy этого персонажа озвучивает Масакадзу Морита в японской версии и Джеймс Арнольд Тэйлор в английской.
Тидус был в основном положительно воспринят критиками: оптимизм, жизнерадостность и храбрость сделали его привлекательным персонажем. Его романтические отношения с Юной также получили высокую оценку резензентов; некоторые журналисты назвали эту романтическую линию одной из лучших в компьютерных играх. Игра актёров озвучивания, однако, была воспринята критиками и фанатами неоднозначно. После выхода Final Fantasy X в продажу поступила разнообразная сопутствующая продукция, связанная с Тидусом, в частности, экшен-фигурки и бижутерия.

## Появления в играх

### Final Fantasy X
В Final Fantasy X Тидус появляется in medias res во внутриигровом видео; он и его спутники находятся на руинах Занарканда. В этой игре Тидус является главным героем, выступая при этом в роли рассказчика, делясь с игроком своими мыслями о некоторых эпизодах. Тидус рассказывает, какие события предшествовали настоящему моменту: он жил в Занарканде и был звездой команды по блицболу — вымышленной спортивной игры с мячом в воде. Хотя внешне Тидус кажется жизнерадостным и беззаботным, в душе он борется с ненавистью к Джекту, своему пропавшему отцу. Эта ненависть зародилась из-за того, что мать не обращала на него внимания, когда Джект был с ней, а затем, когда Тидус начал играть в блицбол, возненавидел отца ещё больше, так как тот тоже был известным игроком. Во время турнира по блицболу, на Занарканд нападает огромное существо, известное под именем Грех. Оно уничтожает город, а Тидус и Аурон, друг Джекта, оказываются перенесены в мир под названием Спира.
Тидус попадает на остров Бесайд, где встречает Юну, молодую призывающую, которая собирается в паломничество, целью которого является уничтожение Греха, а также её телохранителей: Лулу, Вакку и Кимари. В надежде найти способ вернуться домой, Тидус присоединяется к ним, а затем становится одним из телохранителей Юны. К отряду также присоединяется Аурон, раскрывающий Тидусу правду: его отец превратился в Греха. Это произошло десять лет назад, когда Аурон, Джект и лорд Браска, отец Юны, отправились в такое же паломничество, чтобы уничтожить Греха, однако в результате Джект сам стал переродившимся Грехом. В путешествии Тидус теряет надежду вернуться домой и решает остаться с друзьями до конца; параллельно развиваются его романтические отношения с Юной. Тидус узнёт, что тот Занарканд, откуда он родом, существует лишь во снах людей умерших людей, которых называют призраками веры. Настоящий Занарканд был разрушен в войне против Бевелла, и в это же время появился Воображаемый Занарканд и Грех. Если Грех потерпит окончательное поражение, то Воображаемый Занарканд и все его жители — включая Тидуса — исчезнут.
Попав в Занарканд, друзья узнают, что Юна должна выбрать одного из них, чтобы он стал призраком веры и превратился в Последнего Эона, благодаря которому будет повержен Грех. Однако путешественники решают найти другой способ навсегда уничтожить Греха, который не требовал бы принесения кого-то в жертву. Отряд атакует Греха и проникает под его броню. В конце концов, они находят Джекта, которого они должны уничтожить, чтобы победить Греха. После победы над заложниками Греха отряд Тидуса сражается с Ю Йевоном и выигрывает сражение. Цикл перерождений Греха прерывается, и Призраки Веры оказываются на свободе. Тидус прощается со своими друзьями и исчезает, однако после титров игрок видит его плывущим куда-то под водой.

### Final Fantasy X-2
Сюжет Final Fantasy X-2 тесно связан с Тидусом, хотя он сам по ходу игры появляется очень редко. Кроме того, так как игроки имели возможность переименовать его в предыдущей части, его упоминают только с помощью местоимений («он», «его»). Два года спустя после событий Final Fantasy X Юна находит сферу, в которой видит молодого человека, очень похожего на Тидуса — его держат в тюрьме. Это заставляет Юну присоединиться к Крыльям чайки, отряду охотников за сферами; вместе с ними она путешествует по всей Спире в надежде узнать больше о судьбе Тидуса, который всё ещё может быть жив. Однако выясняется, что человек, которого Юна видела в сфере — это Сюин, который становится главным антагонистом игры. В зависимости от успешности действий игрока, перед Юной может появиться призрак веры, который скажет, что всё ещё есть шанс вернуть Тидуса; он выполняет своё обещание, и молодые люди воссоединяются. Хотя в заключительной сцене Тидус сомневается, реален он или нет, он всё равно решает остаться с Юной. Кроме того, он доступен как один из дополнительных персонажей в мини-игре блицбол, хотя его называют «Звёздный игрок».
В Final Fantasy X-2: International + Last Mission, обновлённой версии игры, Тидус доступен как игровой персонаж, участвующий в битвах. Кроме того, после прохождения игры добавляется ещё один эпизод, в котором раскрывается, что Тидус живёт с Юной на острове Бесайд, а его иллюзия появляется в роли босса. В версии Final Fantasy X/X-2 HD Remaster добавляется аудио драма, в которой Тидус становится новой звездой блицбола в Спире, хотя его мучает рана. Юна разрывает отношения с ним, но он решает присоединиться к ней в новом приключении, так как поклялся никогда не бросать её.

### Появления в других играх
Тидус также появлялся в других играх, не связанных с Final Fantasy X. Так, в серии Kingdom Hearts он (более молодой) является другом главных героев Соры и Рику. В первой части вместе с ним также появляются молодой Вакка и Сельфи, героиня из Final Fantasy VIII, которая также выступает в роли спарринг-партнёра. В Kingdom Hearts: Chain of Memories и Kingdom Hearts II Тидус присутствует в роли камео (в Kingdom Hearts II Сельфи только упоминает его). В Kingdom Hearts coded цифровая реплика Тидуса выступает в роли одного из боссов. В Itadaki Street Special он появляется вместе с Ауроном и Юной. Его монологи, диалоги с его участием и музыкальные темы вошли в список композиций альбомов Final Fantasy X Vocal Collection и feel/Go dream: Yuna & Tidus.
В Dissidia Final Fantasy, игре в жанре action, Тидус присутствует в роли положительного персонажа, представляющего Final Fantasy X. Он служит богине Космос, тогда как его отец поддерживает её противника, бога Хаоса. Чтобы он вписывался в концепцию дизайна других персонажей, Тэцуя Номура решил сделать его более молодым, однако первоначальный дизайн доступен как альтернативный внешний вид. Многие из его качеств и мыслей в этой игре являются отсылками к Final Fantasy X. Вместе со многими другими персонажами, Тидус появляется в приквеле Dissidia 012 Final Fantasy, но сражается на стороне Хаоса. Когда на него нападает Юна, он жертвует своей жизнью, чтобы спасти её от Императора, однако ему помогает Джект. В этой игре его дизайн был изменён на основе иллюстраций Ёситаки Амано. В музыкальной игре Theatrhythm Final Fantasy он доступен как игровой персонаж.
Кроме того, было выпущено множество сопутствующей продукции для фанатов, связанной с Тидусом: экшен-фигурки, бижутерия и прочие товары. На двадцатилетнюю годовщину франшизы Square Enix выпустила статуэтки главных героев Final Fantasy, включая Тидуса.

## Идея и создание
Кадзусигэ Нодзима, сценарист Final Fantasy X, большое внимание уделил отношениям между игроком и главным героем; при написании сюжета он хотел попробовать что-то новое. Так как и главный герой и игрок оказываются в неизвестном мире, Нодзима хотел, чтобы понимание Тидусом этого мира отражалось на прогрессе игрока; таким образом, Тидус выступает в роли рассказчика на протяжении большей части сюжета. Изначально Нодзима создал краткое описание Тидуса, чтобы Тэцуя Номура, дизайнер персонажей, мог начать работу. Сделав набросок персонажа, Номура получил комментарии как от Нодзимы, так и от других членов команды. Чтобы Тидус выделялся среди других персонажей, Номура должен был нарисовать его в другом стиле. Так как значимое место в игре должна была занять концепция «оживших мертвецов», члены команды хотели перенести её на одного из игровых персонажей. Однако по ходу разработки Нодзима посмотрел фильм, в котором подобная идея была применена к главному герою, поэтому было решено, что эту роль будет исполнять Аурон, а не Тидус. Ёсинори Китасэ, говоря о блицболе — спортивной игре, звездой которой является Тидус, — рассказал, что хотел ввести в Final Fantasy X вымышленные соревнования, как, например, гонки на карах в фильме «Звёздные войны. Эпизод I: Скрытая угроза». Кроме того, во время создания игры Япония (совместно с Южной Кореей) готовилась к проведению чемпионата мира по футболу 2002 года, которого многие очень ждали, поэтому было решено, что правила блицбола будут основаны на футбольных.

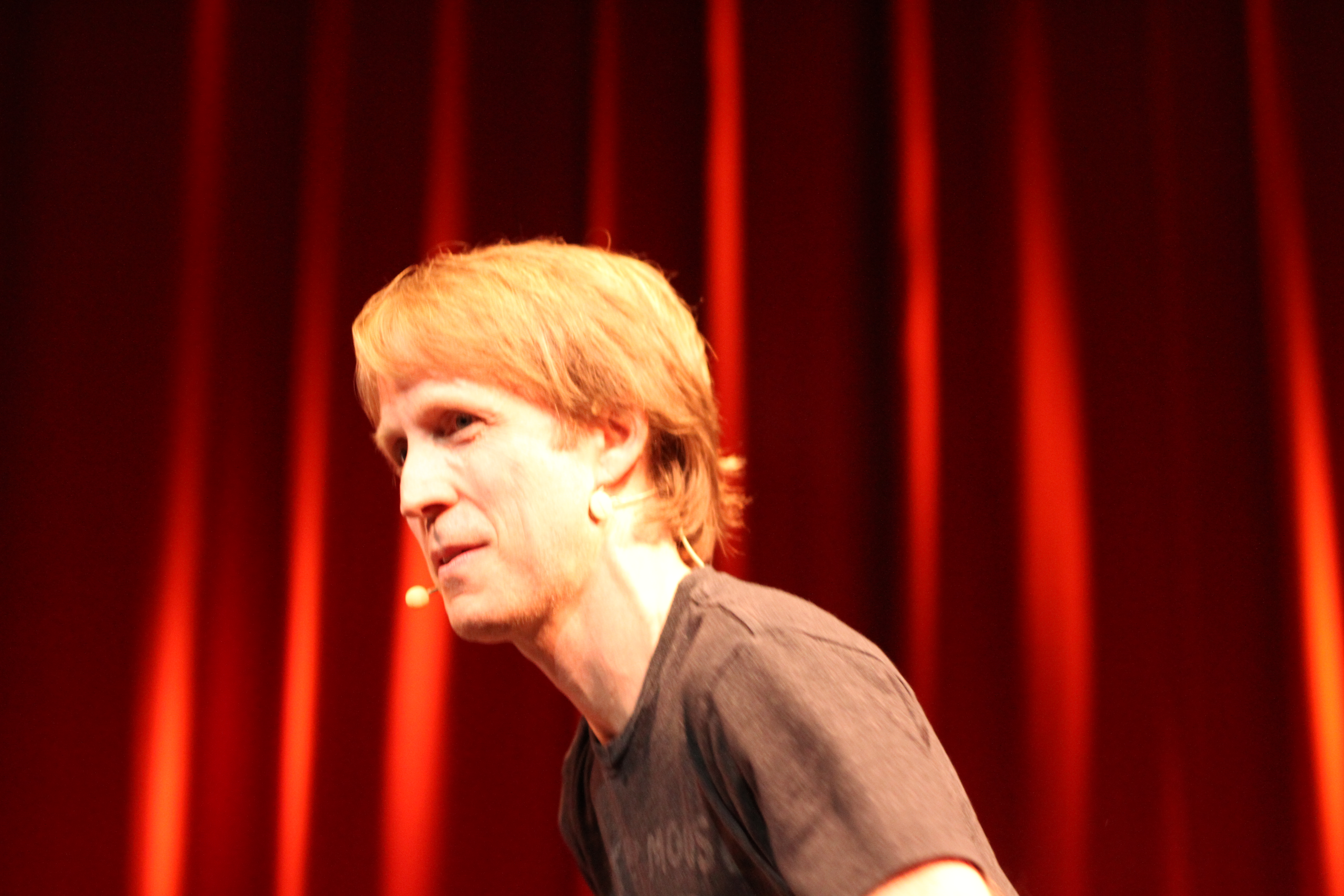
Джеймс Арнольд Тэйлор озвучивал Тидуса для английской версии Final Fantasy X

В своём интервью Номура упомянул о том, что хотел создать контраст между ведущим мужским и женским персонажем, поэтому выбрал имя Юна для спутницы Тидуса, что означает «ночь» по-окинавски. Этот контраст также выражается в том, какие предметы требуются героям для того, чтобы наполнить силой своё Небесное оружие: Тидусу необходим Символ Солнца и Герб Солнца, а Юне — Символ Луны и Герб Луны. Номура также объяснил, что одежда Тидуса должна символизировать его связь с морем: в его костюме присутствуют синие тона, а символ команды Тидуса по блицболу нарисован по образу рыболовного крючка. Этот символ представляет собой слияние букв латинского алфавита «J» и «T» — первые буквы имени Тидуса (англ. Tidus) и Джекта (англ. Jecht), его отца. Так как в самом начале игрок имеет возможность сменить имя главного героя, к Тидусу никогда не обращаются по имени в озвученных диалогах, хотя в Воображаемом Занарканде один из персонажей обращается к нему по имени (оно не произносится, но появляется в панели диалога). Имя Тидуса также указано на его шкафчике в раздевалке стадиона города Лука — оно написано буквами вымышленного алфавита, использующегося в Спире. Перед выходом Final Fantasy X во всех публикациях Тидуса называли «Тида», однако в начале 2011 года в игровой онлайн-службе PlayOnline имя было изменено на «Тидус». Так как это имя никогда не произносится в игре, среди фанатов было множество споров о его правильном прочтении. Основываясь на словах Джеймса Арнольда Тэйлора, актёра озвучивания в английской версии игры, в его интервью, а также на озвученных диалогах в Dissidia, Dissidia 012 и Kingdom Hearts, где этот персонаж появляется в роли камео, оно произносится как /ˈtiːdəs/, однако в одном из моментов в Kingdom Hearts II его называют /ˈtaɪdəs/. По словам Тэйлора, имя прозносилось как TEE-dəs в английской версии потому, что так назвал Тидуса закадровый голос в одном из трейлеров.
Создавая Final Fantasy X-2, сиквел Final Fantasy X, продюсер Ёсинори Китасэ был уверен, что больше всего фанаты ожидают воссоединения Тидуса и Юны после того, как они расстались в первой игре. Эта игра породила множество слухов о том, что Тидус связан с Сюином, главным антагонистом, однако представители Square объяснили, что это было бы слишком сложно из-за характера Тидуса.

### Характер
Тэцуя Номура объяснил, что после создания серьёзных и «невесёлых» главных героев Final Fantasy VII и Final Fantasy VIII, он хотел сделать Тидуса более жизнерадостным, имея в виду как внешний вид, так и его характер (при этом соблюдая традицию давать протагонистам имена, связанные с небом). Оптимистичный характер Тидуса выражается и в имени, которое дал ему Кадзусигэ Нодзима: «тиида» по-окинавски означает «солнце». Нодзима в интервью назвал этого героя «живым» и сравнил с Зеллом Динчем из Final Fantasy VIII. Изначально планировались, что Тидус будет грубым водопроводчиком, членом преступной группировки, однако Китасэ посчитал, что это сделает его очень слабым главным героем с сюжетной точки зрения, и поэтому решил превратить его в звезду спорта. Его отношения с отцом были основаны на «мифах из разных веков, в частности, греческих». «Эта часть сюжета основана на извечно повторяющейся истории ребёнка, который пытается превзойти своего родителя», — объяснил Китасэ в интверью. — «Эмоциональная связь между ребёнком и родителем становится ключёвым фактором в поиске уязвимого места в броне Греха и позволяет победить практически неуязвимое существо».
В японской версии игры Тидус был озвучен Масакадзу Моритой, который утверждал, что эта работа стала одной из лучших в его карьере благодаря тому факту, что он участвовал в анимации персонажа методом захвата движения. Это позволило ему лучше понять индивидуальность Тидуса и связать себя с ним настолько, что во время записи диалогов он буквально переносился в его тело. Джеймс Арнольд Тэйлор, озвучивавший Тидуса для английской версии игры, заметил, что, по его мнению, этот герой всегда показывает свои истинные эмоции — другое поведение было бы неестественным для него. Хотя Тэйлор также сказал, что не вполне удовлетворён своей работой и хотел бы сделать некоторые вещи лучше, это был положительный опыт для него и он благодарен фанатам за ту поддержку, которую они оказали ему.

## Отзывы и критика

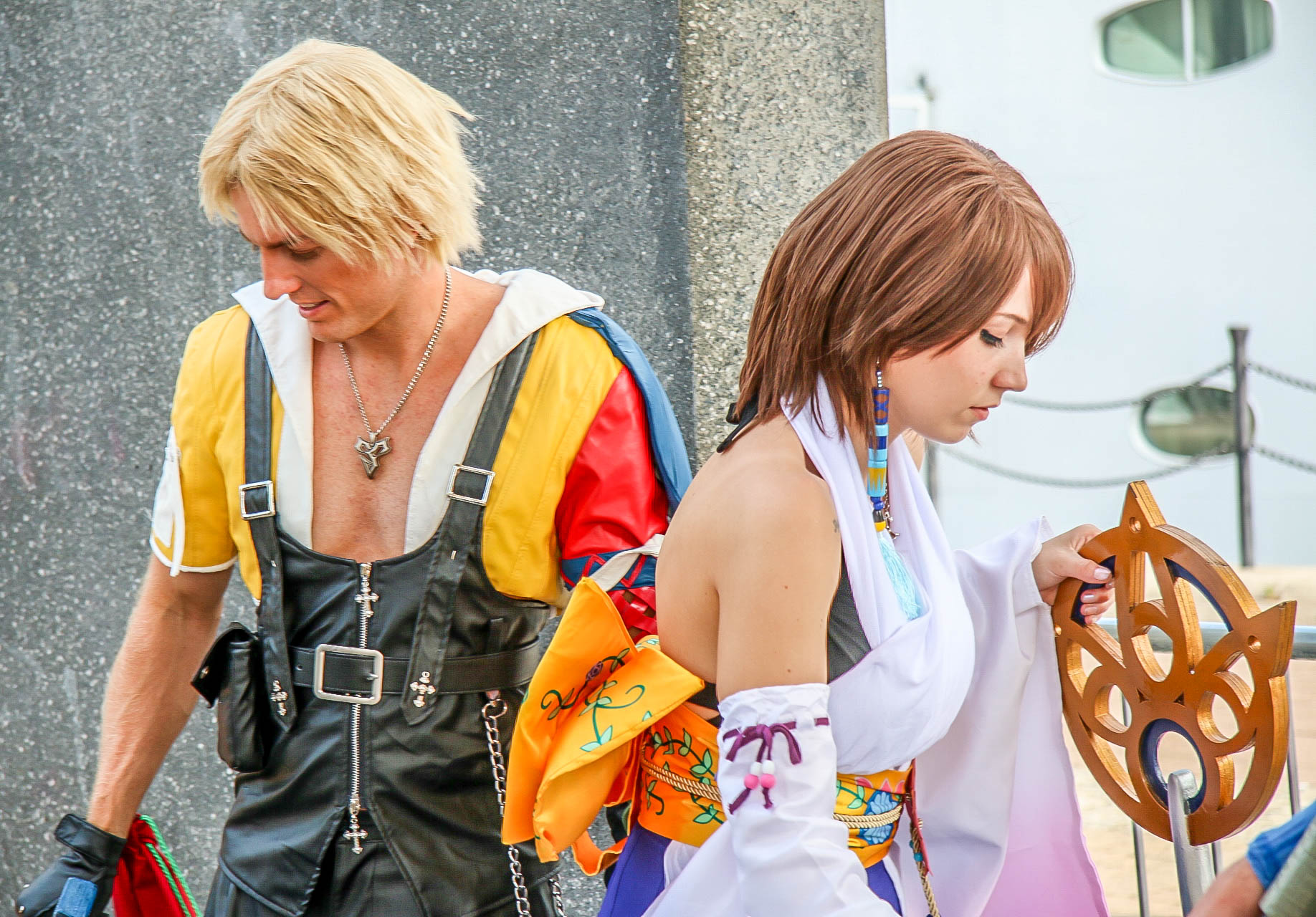
Продюсер Синдзи Хасимото отметил, что популярность Тидуса и Юны отражается, в том числе, и в косплее

Обозреватель GameSpy положительно отозвался о Тидусе, назвав его «кричаще одетым Леонардо Ди Каприо» и заметив, что именно его недостатки делают его привлекательным. Критик PSXextreme также высоко оценил Тидуса, отметив, что он сильно отличается от главных героев предыдущих игр серии. Журналист GameZone отметил значительное влияние Тидуса на членов его отряда по сравнению с протагонистами из предыдущих частей Final Fantasy. По мнению журналиста, это происходит из-за сочетания «юности и невинности» в характере Тидуса. Команда 1UP.com назвала этого героя «добрым качком» за то, как он поддерживает других членов отряда. Вместе с этим они отмечают, что злоба и взросление по ходу сюжета позволяют отделить его от других «стереотипных бой-скаутов». По мнению Грега Касавина, редактора сайта GameSpot, изначально игрокам может не понравится Тидус, однако по мере развития сюжета он «полюбится» им. Кроме того, по сравнению с протагонистами предыдущих частей, внутренний мир Тидуса «неожиданно глубок», а концовка с его участием «заряжена эмоциями». В обзоре Eurogamer высказывается мысль, что Тидус и его спутники «принимают гораздо более благородные и осмысленные решения по сравнению с решениями героев из предыдущих частей Final Fantasy». Положительно отозвался об этом персонаже и художник Кадзума Канэко из компании Atlus, назвав его «явным лидером».
Некоторые критики сравнивали Тидуса со Скволлом Леонхартом, главным героем Final Fantasy VIII. Так, в обзоре IGN сравнивалась внешность этих двух персонажей, в частности преобладание более тёмных тонов в одежде Скволла, навевающих «уныние», и яркий костюм Тидуса, который он носит с «нестираемой улыбкой». По мнению журналиста Gamasutra Тидус более интерес как персонаж, несмотря на то, что иногда он любит жаловаться на жизнь.
Тидус стал четвёртым в списке лучших главных героев Final Fantasy по версии GamesRadar; он был описан как «один из самых сложных и необычных героев, которые когда-либо появлялись в этой серии игр». Он также занял седьмое место в юмористическом чарте «Топ-7 персонажей в стиле „Боже, это парень?!“», опубликованном на этом же сайте. К числу «доказательств» его андрогинности были отнесены волосы, похожие на женские, частично открытый костюм и его склонность периодически жаловаться на жизнь. Подтверждением его мужественности оказался тот факт, что он поцеловал девушку (Юну), хотя автор с иронией замечает: «Целование девушек давно не является исключительной прерогативой мужчин». GameZone поместил имя Тидуса на третью строчку списка «10 лучших персонажей Final Fantasy», особо отметив его энергичный характер и поведение, которое делает его «настоящей звездой игры». В списке лучших спойлеров в видеоиграх, опубликованном 1UP.com, выяснение Тидусом его истинной сущности оказалось на третьем месте; при этом составители списка критиковали его «возрождение» в Final Fantasy X-2, которое представляется нереалистичным. Журналист GamesRadar также отметил, что судьба Тидуса в Final Fantasy X неясна: хотя в конце игры он исчез, в эпилоге он вновь появляется живым — эта сцена объясняется только в конце X-2. В обзоре Cheat Code Central высказывается мнение, что хотя заключительная сцена призвана дать игрокам надежду, что Тидус остался жив, она всё равно выглядит грустной.
Тидус стал первым в списке наиболее плохо одетых персонажей по версии 1UP.com — по мнению команды сайта, Тэцуя Номура создал его костюм в стиле «просто смирись с этим». Создатели списка также отметили, что, несмотря на «нелепый» дизайн главного героя, Square удалось «успешно продать» его. В Dissidia дизайн одежды Тидуса со множеством аксессуаров, по мнению обозревателя того же сайта, также сделан в стиле Номуры. Говоря об английском озвучивании Тидуса, журналист IGN отметил, что он «имеет тенденцию говорить слишком быстро и слишком высоким голосом, когда возбуждён». Обозреватель RPGamer раскритиковал работу Джеймса Арнольда Тэйлора, утверждая, что Тидус должен был быть «импульсивным и энергичным», но в диалогах он представляется «глупым и ребячливым»; этого же мнения придерживается журналист Eurogamer, который назвал голос Тидуса «плаксивым» и «омерзительным». Рецензент GameSpot замечает, что предпочёл бы «молчаливого главного героя, а-ля Скволл из Final Fantasy VIII». С другой стороны, по мнению журналиста PSXextreme, Тэйлор проделал хорошую работу, озвучивая Тидуса. В списке «5 самых раздражающих протагонистов RPG», опубликованном 1UP.com, Тидус оказался на пятой строчке: критике подвергся его костюм, а также отношения с отцом.
Любовные отношения между Тидусом и Юной попали в список «Лучшие любовные линии» в компьютерных играх, опубликованный GameSpot. По мнению авторов списка, их любовь — «один из лучших (и самых грустных)» примеров зрелых отношений в компьютерных играх, а развитие любовной истории — один из лучших элементов в игре. В общем обзоре романтических линий в сюжетах Final Fantasy журналист Gaming Age отметил, что отношения между Тидусом и Юной «буквально искрят». GamesRadar поставил Тидуса и Юну на десятое место в списке «14 лучших любовных пар в компьютерных играх» и на второе среди пар из игр Square Enix (после Скволла и Риноа), заметив, что «их отношения самые реалистичные» и, несмотря на те жертвы, которые они вынуждены приносить по ходу сюжета, Тидус и Юна всё равно ищут возможность быть вместе. Kotaku поместил их отношения на вторую строчку в списке «Пять лучших любовных историй в играх»; по мнению журналиста, именно любовная линия и исчезновение Тидуса в конце Final Fantasy X заставило Square Enix создать сиквел, чтобы влюблённые могли снова встретиться. В аналогичном списке, опубликованном на сайте Gamasutra, Тидус и Юна оказались на пятом месте. Их отношения в игре, по мнению журналиста, играют очень важную роль; без них Тидус стал бы героем, которого бы «быстро забыли». Кроме того, Тидус и Юна получили награду «Лучшая пара года» от журнала Game Informer в 2001 году. Хэди Барресс — актриса, озвучивавшая Юну для английской версии Final Fantasy X, — отметила, что именно благодаря отношениям с Тидусом Юна становится «более женственной» и, таким образом, более нежной.